# Naval Station Everett
Naval Station Everett (NAVSTA Everett) is een militaire haven en installatie in de stad Everett (Washington), 40 km ten noorden van Seattle, aan de westkust van de Verenigde Staten. Het marinestation is gelegen aan de waterkant van de stad, aan de noordoostelijke kant van de zeearm Puget Sound. De basis werd ontworpen als thuishaven voor een Amerikaanse aanvalsvloot (carrier strike group), en werd geopend in 1994.